# قصص عالمية
قصص عالمية، مجموعة قصصية صدرت في العام 2023 للمترجم السوري محمد نجدة شهيد، عن الهيئة العامة السورية للكتاب.

## المحتوى
الفتى غوليش وأميرة فرنسا
الأم العجوز
شقيق الباشا في بغداد
وفاة موظف حكومي
مئزر الحّذاء
الفتى الفقير
صياد الطيور
الساحر آيسنكومبف
العبد الأسود
الجندي والموت
الأصدقاء الستة
الساحر مدشون
الوريث المفقود
الجندي الصغير
رامي الحصى الماهر
الحملات الصليبية في مصر وبلاد الشام
ابن آوى أم النمر؟
كيف يصطاد والتر الشجاع الذئاب
صاحب الملابس الرثّة والأسمال البالية
حورية في ساعة وقواق
المتسولون الثلاثة الظرفاء
رجل عجوز بأجنحة كبير
لماذا تكون مياه البحر مالحة؟
كريستوفر كولومبوس
امرأة عجوز بخيلة من ستافورين